# Crveni patuljak (televizijska serija)
Crveni patuljak ("Red Dwarf") je britanska znanstveno fantastična humoristična serija, koja se prikazivala na BBC 2 od 1988. do 2020. i stekla kultni status. Tvorci serije su Rob Grant i Doug Naylor. Serija je osmišljena prema ponavljajućem skeču "Dave Hollins: Space Cadet" koji je bio dio radijske emisije "Son of Cliche" koja se emitirala na BBC Radio 4 sredinom 1980-ih i koju su takoder stvorili Grant i Naylor. Osim TV serija, postoje i četiri bestseler knjige, dvije pilot epizode za američku verzije serije, kao i brojni časopisi, knjige i ostala roba povezana sa serijom.
Unatoč znanstveno fantastičnoj pozadini, Crveni patuljak je prvenstveno komedija karaktera sa znanstveno fantastičnim elementima kao dopunskim zapletima. U prvim epizodama ponavljajući izvor komedije bio je odnos između Davea Listera i Arnolda Rimmera, dva glavna lika u seriji koji imaju snažnu antipatiju jedan prema drugome, no zajedno su zarobljeni u svemiru.
Najveće priznanje serija je dobila 1994., kada je epizoda "Gunmen of the Apocalypse" nagrađena Međunarodnim Emmyjem, a iste godine serija je proglašena Najboljom BBC-jevom humorističnom serijom ("Best BBC Comedy Series") na British Comedy Awardsu. Najveću gledanost (oko 8 milijuna gledatelja) serija je imala tijekom osme sezome 1999. godine.
Godinama je budućnost serije bila nejasna. Bilo je pokušaja da se snimi film, no problem je bio nedostatak novca. BBC je tada odbio planove za devetu sezonu. 2009 snimljen je special u tri dijela imena Back to Earth koji je snimljen za digitalni kanal Dave koji je preuzeo seriju. 2020. Snimljen je specijal u filmskom obliku, Promised land.

## Mjesto radnje i zaplet
Glavno mjesto radnje je rudarski svemirski brod Crveni patuljak koji je dug 10 kilometara, visok 8 kilometara i širok 6 kilometara. U prvoj epizodi, zračenje kadmija II ubija sve osim tehničara niskog ranka Davea Listera, koji je u to vrijeme bio u komori za stazu i njegove trudne mačke, Frankensteina, koja je bila sigurna u teretnom prostoru broda. Nakon nesreće, brodsko računalo Holly moralo je zadržati Listera u stazi sve dok količina zračenja nije pala na sigurnu razinu - što se dogodilo tek nakon 3 milijuna godina. Lister tako izlazi iz staze kao jedino ljudsko biće u svemiru, no nije jedino biće na brodu. Njegov neposredni nadređeni s kojim je dijelio sobu, Arnold Rimmer, oživljen je kao hologram kako Lister ne bi poludio od samoće. U isto vrijeme, biće poznato samo kao Mačak jedini je pripadnik vrste Felis sapiens, rase humanoida koji su evoluirali u teretnom prostoru broda od Listerove trudne mačke, Frankensteina, i njezinih mačića, tijekom 3 milijuna godina, koliko je Lister bio u stazi.
Glavni zaplet prvih epizoda je Listerova želja za povratkom na Zemlju. Kako njihovo putovanje počinje, ne baš neustrašiva posada se suočava s fenomenima kao što su distorzije vremena, putovanje brže od brzine svjetlosti, mutirane bolesti i čudni oblici života koji su se razvili tijekom milijuna godina. Tijekom druge sezone grupa je susrela sanitacijskog mehanoida Krytena, kojega su spasili s davno srušenog broda. U početku se Kryten pojavljuje samo u jednoj epizodi druge sezone, no od početka treće sezone postaje jedan od stalnih likova. Na kraju pete sezone Crveni patuljak je ukraden, što ih prisiljava da putuju u manjem brodu, Starbugu, a usputni problem je da su izgubili kontakt s Holly. U sedmoj sezoni, Rimmer napušta posadu da bi preuzeo ulogu svog alter ega iz paralelnog svemira, Acea Rimmera, čije je ime postalo dio legende koja se prenosi iz dimenzije u dimenziju. Nedugo nakon toga, posada se susreće sa svojim verzijama iz svemira u kojem je Kristine Kochanski, osoba u koju je Lister bio zaljubljen prije radijacijske nesreće, bila stavljena u stazu i postala jedino ljudsko biće u svemiru. Komplicirani slijed događaja ostavlja Kristine u "našem" svemiru, i prisiljena je pridružiti se posadi.
U osmoj sezoni, Crveni patuljak je rekonstruiran pomoću nanobota, koji su ga zapravo bili i ukrali i razdvojili na njegove atome. U procesu rekonstruiranja, sva posada broda, uključujući i Rimmera prije nesreće, je oživljena, no posada Starbuga je osuđena na dvije godine zatvora zbog skupa zamršenih optužbi. Serija završava s Crvenim patuljkom kojeg polako uništava virus. Sva posada se evakuira, osim Rimmera, koji je, u "cliffhanger" završetku, ostavljen sam na raspadajućem brodu da se suoći sa Smrću (koju odmah udara koljenom među noge i bježi).

## Likovi i glumci
- Dave Lister (Craig Charles)[4] je, kako se sam opisuje, lijen. Bio je tehničar s najnižim činom na brodu prije nesreće i imao je veliku želju za povratkom na Zemlju i osnivanjem farme na Fidžiju (koji je 1 metar pod vodom nakon vulkanske erupcije), no ostao je nemoguće daleko nakon nesreće zbog koje je ostao jedino ljudsko biće u svemiru.

- Njegov neposredni nadređeni je Arnold Rimmer (Chris Barrie),[4] nemirna, birokratska kukavica, koja je ipak, prema Hollyjevu mišljenju osoba koja ima najviše šanse da zadrži Listera razboritim. Rimmer je oživljen kao hologram jer je on osoba s kojom je Lister izmijenio najviše rečenica, iako je većina njih glasila "Smeg off!" U sedmoj sezoni, Rimmer napušta njihovu dimenziju da bi postao novi Ace. U osmoj sezoni, Rimmer je oživljen kao i ostatak posade pomoću nanobota koji su ponovno izgradili Crveni patuljak. U nekom trenutku u devet godina između osme sezone i specijala "Povratak na Zemlju", Rimmer je ponovno hologram, no nije objašnjeno zašto.

- Ace Rimmer (Chris Barrie) je verzija Arnolda Rimmera iz druge dimenzije i prvi put se pojavljuje u četvrtoj sezoni. Ace je potpuna suprotnost Arnoldu (hrabar je, pametan i popularan kod svih, uključujući i Listera iz njegove dimenzije). Podrijetlo njihovih razlika je Aceovo ponavljanje školske godine. Sram zbog činjenice da je tridesetak centimetara viši od svih ostalih natjerao ga je da se počne više potrudi. Ace je postao test pilot Svemirskog korpusa (Space Corps) i počeo testirati svemirsku letjelico koja može putovati iz jedne dimenzije u drugu, što ga je i dovelo do susreta s posadom Crvenog patuljka. Arnold ipak mrzi Acea jer misli da je Ace imao mogućnosti koje on nije. Ace napušta tu dimenziju i prelazi u nekoliko drugih, susrečući druge Rimmere i spašavajući mnoge živote. U sedmoj sezoni je otkriveno da je originalni Ace mrtav i da novi Rimmer uvijek preuzima Aceovo mjesto, te tako Arnold postaje novi Ace i napušta Starbug.

- Mačak (Danny John-Jules)[4] je humanoidno biće koje je evoluiralo iz mačke, koju je Lister prošvercao na brod, i njezinih mačića. Mačka malo što zabrinjava, osim spavanja, jedenja i divljenja samome sebi, te se ne trudi socijalizirati s ostalima. No, kako vrijeme prolazi, sve je više pod utjecajem svojih prijatelja i stoga počinje sličiti otmjenom, egoističnom čovjeku.

- Brodsko računalo Holly (kojeg u 1., 2., 7. i 8. sezoni glumi Norman Lovett, a u 3., 4. i 5. Hattie Hayridge)[4] ima IQ 6000, iako je on ozbiljno smanjen tijekom 3 milijuna godina, koliko je on/ona bio sam nakon nesreće, zbog čega je dobio "računalnu senilnost". Promjena u izgledu u 3. sezoni objašnjena je njegovom odlukom da promijeni izgled kako bi izgledao kao računalo iz paralelnog svemira, u koje se bio zaljubio.

- Kryten, punog imena Kryten 2X4B-523P (u jednoj epizodi druge sezone, u kojoj se prvi put pojavljuje, glumio ga je David Ross, a od treće sezone pa nadalje Robert Llewellyn)[4] je spašen s davno srušenog broda Nova 5, gdje je nastavio služiti posadu, iako je posada bila mrtva tisućama, možda i milijunima godina. Kryten je sanitacijski mehanoid i kada ga je posada prvi put srela, bio je ograničen svojim "protokolom o ponašanju", no Lister ga je postupno poticao da probije svoj program i misli na sebe. Nakon nesreće s Listerovim svemirskim motociklom, Lister ga je popravio, s malo drugačijim izgledom i glasom.

- Kristine Kochanski (koju je u početku glumila Clare Grogan prije nego što je ulogu preuzela Chloe Annett[4] od 7. sezone) je bila navigacijska časnica na Crvenom patuljku, u koju se Lister bio zaljubljen (što je kasnije retroaktivno promijenjeno, te je ona postala njegova bivša cura). No, prolaz između dvije alterativne dimenzije je otkrio da je, u alternativnoj dimenziji, Kristine Kochanski bila u stazi i preživjela nesreću s kadmijem II. Pridružila se Listeru i ostatku posade nakon što se veza s njezinom dimenzijom urušila.

- Kapetan Frank Hollister (glumio ga je Mac McDonald)[4] je poginuo u nesreći s kadmijem II, no kasnije je oživljen kada su nanoboti ponovno izgradili brod.

- Olaf Petersen (Mark Williams)[4] je jedan od Listerovih prijatelja za opijanje.

- Ostali Listerovi prijatelji za opijanje su Selby (David Gillespie)[4] i Chen (Paul Bradley).[4]

- Nakon što Lister i Rimmer završe u zatvoru, i zabunom se prijave u samoubilačku jedinicu zvanu Kanarinci, postaju prijatelji s likovima kao što su Kill Crazy (Jake Wood)[4] i Baxter (Ricky Grover).[4]

- Warden Ackerman (Graham McTavish)[4] se takoder pojavljuje kako bi mučio Listera i Rimmera.

## Produkcija

### Koncept
Koncept za seriju je razvijen iz serije skečeva "Dave Hollins: Space Cadet" koja se emitirala na BBC Radio 4 sredinom 1980-ih i koji su bili dio radijske emisije "Son of Cliche", koju su stvorili Grant i Naylor. Na njih su najviše utjecali filmovi i serije kao što su Osmi putnik (1979.), Tamna zvijezda (1974.) i Vodič kroz Galaksiju za autostopere (1981.). Scenarij za pilot epizodu napisan je 1983. godine, no na BBC-iju su ga odbili jer su smatrali da humoristična serija bazirana na znanstvenoj fantastici neće biti popularna.
Scenarij je napokon prihvatio BBC North 1986., s budžetom koji je bio predviden za drugu sezonu serije "Happy Families" od koje se kasnije odustalo, i producent Paul Jackson je inzistirao da bi se Crveni patuljak trebao početi snimati umjesto toga. No, uskoro je započeo štrajk elektroničara i snimanje je moralo biti odgođeno. Pilot epizoda serije konačno je emitirana 15. veljače 1988.

### Uloge
Alfred Molina došao je na audiciju za ulogu Rimmera. No nakon poteškoća koje je imao s konceptom serije, i posebno svojom ulogom, ulogu je dobio Chris Barrie. Barrie je već prije radio s obojicom autora u seriji "Spitting Image". Craig Charles, Liverpulski "punk pjesnik", odabran je za ulogu Listera. Njega je pozvao produkcijski tim zbog njegovog mišljenja o liku Mačka, jer su se bojali da bi ljudi mogli taj lik smatrati rasističkim. Charles je lik opisao kao 'prilično cool' i nakon što je pročitao scenarij, odlučio je doći na audiciju za ulogu Davea Listera. Stand-up komičar Norman Lovett, koji je došao na audiciju za ulogu Rimmera, dobio je ulogu Hollyja, senilnog brodskog računala. Profesionalni pjevač i plesač, Danny John-Jules, na audiciju je došao sa zakašnjenjem od pola sata, no ulogu je dobio odmah. Za to je djelom bio zaslužan njegov "cool" izgled, istraživanje (pročitao je knjigu Desmonda Morrisa Catwatching) kao i njegov dolazak "u liku" (nosio je odijelo u stilu 1950-ih koje je pripadalo njegovu ocu).

### Scenarij, produkcija i režiranje
Grant i Naylor su zajedno napisali scenarij za prvih šest sezona serije (koristeći pseudonim Grant Naylor na prve dvije novele, a kasnije i kao ime njihove produkcijske kuće). Grant je seriju napustio 1995., kako bi radio na drugim projektima, ostavljajući Naylora da napiše scenarije za posljednje dvije sezone suradujući s grupom novih scenarista, uključujući Paula Alexandera i Roberta Llewellyna, koji u seriji glumi Krytena.
Ed Bye bio je producent i režiser u prve četiri sezone serije. U petoj sezoni režiserka je bila Juliet May, koja je seriju napustila usred sezone zbog privatnih i poslovnih razloga, te su Grant i Naylor, osim pisanja scenarija i produkcije, preuzeli i režiranje serije. Šestu sezonu režirao je Andy de Emmony, a Ed Bye se vratio kako bi režirao sedmu i osmu sezonu. Prvu, drugu i treću sezonu režirao je Paul Jackson. Svih osam sezona se emitiralo na BBC 2.
Glazbenu temu serije napisao je Howard Goodall, dok je vokal u zatvarajućoj temi bila Jenna Russell. Goodall je takoder napisao glazbu za različite pjesme u seriji, uključujući i "Tongue Tied", pjesmu za koju su stihove napisali Grant i Naylor. Danny John-Jules je pjesmu obradio te ju je objavio kao singl koji je ušao na Top 20 UK listu.

### Crveni patuljak: Povratak na Zemlju
U kolovozu 2008., Robert Llewellyn je dao intervju za televizijsku postaju KCTS 9 iz Seattlea, u kojem je otkrio da je BBC Worldwide investirao u sat vremena novih epizoda Crvenog patuljka, koje bi se trebale početi snimati početkom 2009. godine. Iz Grant Naylor Productionsa su izjavili da su o tome razmišljali od veljače 2008. Kasnije je objavljeno da će se četiri 30-minutna specijala emitirati na Dave TV kanalu. Novim epizodama proslavit će se 21. godišnjica serije. Nove epizode su dio pokušaja Dave kanala da snimi više originalnog programa, umjesto da samo ponavlja reprize.
U siječnju 2009. je najavljeno da će se specijali sastojati od dvije regularne epizode nazvane "Crveni patuljak: Povratak na Zemlju" ("Red Dwarf: Back to Earth"), "making of" dokumentarca i epizode nazvane "Crveni patuljak: Unplugged" ("Red Dwarf: Unplugged"). 20. siječnja 2009., objavljeno je da će Crveni patuljak: Povratak na Zemlju biti trodijelna epizoda, a unplugged epizoda je odgođena. Za unplugged epizodu Craig Charles je izjavio: "Samo nas četvorica - i par stolica - 
pokušavamo improvizirati, ili radije, prisjetiti se klasičnih scena".
Chris Barrie je izjavio: "Da, Listerov san će se napokon ispuniti. No, kao i sve u Crvenom patuljku, ništa nije onako kako se čini". Specijali će označiti desetljeće otkada se serija prestala snimati.
Kako bi zaplet ostao tajna, epizode nisu bile snimane pred publikom. Specijali su bili emitirani četiri večeri za redom, počevši od petka, 10. travnja 2009. Nakon toga, specijali su izdani na DVD-u 15. lipnja 2009.

### Budućnost
Doug Naylor je u intervjuu za Dave televiziju izjavio da bi volio snimiti novu sezonu serije, no da će morati sačekati i vidjeti koliko su dobre ili loše reakcije na specijale. Također je izjavio da nikada neće snimiti devetu sezonu serije, no da bi volio snimiti desetu sezonu, te da će "to imati daleko više smisla u budućnosti." U specijalima je objašnjeno kako su još dvije sezone snimljene nakon osme sezone koje su se fokusirale na događaje koji su doveli do specijala "Povratak na Zemlju", te je tijekom fikcionalne devete sezone (koju je u seriji jedan obožavatelj opisao kao najbolju sezonu ikad) Kryten obavijestio Listera da je Kristine Kochanski poginula.
U razgovoru na BBC Radio 2, Craig Charles je izjavio kako su dvije nove sezone serije u produkciji, te da će snimanje početi u siječnju 2011. godine. Chris Barrie je izjavio da će se nova sezona imati kao 10., što potvrđuje da se "Povratak na Zemlju" uračunava kao sezona.

## Teme
Serija Crveni patuljak često se referirala na druge, ne uvijek znanstveno fantastične TV serije, filmove i knjige: 2001: Odiseja u svemiru (1968.), Top Gun (1986.), RoboCop (1987.), Zvjezdani ratovi (1977.), Građanin Kane (1942.), Divljak (1953.), Buntovnik bez razloga (1955.), Easy Rider (1969.), Terminator (1984.) i Ponos i predrasude (1813.)
Cijeli zaplet epizode "Polymorph" treće sezone temelji se na zapletu filma Osmi putnik (1979.), epizoda četvrte sezone, "Camille", parodirala je ključne scene iz filma Casablanca (1942.), "Meltdown" (četvrta sezona) posuđuje glavni zaplet iz filma Westworld (1973.), a "Povratak na Zemlju" je uvelike inspiriran filmom Istrebljivač (1982.) No serija se ne ograničava na filmove ili serije; takoder se referira na povijesne događaje i osobe, ili se oni integriraju kao dio epizode. Religija također igra ulogu u seriji, kao važan faktor u sudbini Mačje rase i percepcije Listera kao njihovog "Boga".
Serija takoder istražuje mnoge znanstveno fantastične elemente, kao što su paradoks putovanja kroz vrijeme, pitanje determinizma i slobodne volje (u nekoliko epizoda), potragu za srećom u virtualnoj stvarnost i, s obzirom na premisu serije kako je Lister posljednji čovjek u svemiru, nestanak ljudske vrste u neko vrijeme u dalekoj budućnosti.
Interesantno za znanstveno fantastičnu seriju, vanzemaljci se ne pojavljuju ni u jednoj epizodi. Sva bića koja se pojavljuju u seriji su potekla sa Zemlje, evolucijom Zemaljskih životnih oblika, kao GELF-ovi ("Genetically Engineered Life Forms" - Životni oblici nastali genetičkim inženjeringom) i robotski oblici života koje su stvorili ljudi.

## Zaštitni znakovi
Serija je razvila svoj vlastiti vokabular. Riječi i fraze poput "hologrammatic", "Dollarpound", "Felis sapiens", "rogue simulants", "GELF", "space weevil" i "Zero Gee football" (i kickboxing), spominju se u seriji i označavaju razvoj u jeziku, političkoj kulturi, tehnologiji, evoluciji i kulturi u budućnosti. Tvorci serije su takoder razvili rječnik izmišljenih uvreda, kao što su "smeg", "gimboid", "goit" i varijante "smega" ("smegging", "smegger" i "smeg-head") kako bi izbjegli korištenje potencijalno uvredljivih izraza u seriji, te kako bi seriji dodali nijansu futurističkog kolokvijalnog jezika.

## Američka verzija
Pilot epizoda za američku verziju serije (nazvanu Red Dwarf USA) producirana je za Universal Studios 1992. i trebala se prikazati na televizijskoj mreži NBC. Serija je pratila istu priču kao prve epizode originalne verzije, koristeći američke glumce za tri glavne uloge (Craig Bierko kao Lister, Chris Eigeman kao Rimmer i Hinton Battle kao Mačak). Iznimka je bio Llewellyn, koji je ponovio svoju ulogu Krytena i britanska glumica Jane Leeves koja je glumila Holly. Scenarij je napisao Linwood Boomer, a Jeffrey Melman bio je režiser, s Grantom i Naylorom kao izvršnim producentima. Tijekom snimanja pilota reakcija publike bila je dobra i činilo se da je priča dobro primljena.
Iako šefovi studija nisu bili potpuno zadovoljni pilotom, posebno rasporedom uloga, odlučili su dati još jednu šansu projektu s Grantom i Naylorom kao izvršnim producentima. Namjera je bila snimiti 'promotivni video' za seriju, u malom studiju koji su opisali kao 'garažu'. Novi glumci su zaposleni za uloge Mačke (Terry Farrell) i Rimmera (Anthony Fuscle). S malim budžetom i rokom, nove scene su brzo snimane i pomiješane s već postojećim snimkama pilot epizode i scenama iz pete sezone britanske verzije. Unatoč tome, pilot epizoda nikada nije prikazana na televiziji.
Kao rezultat, američka verzija serije postoje i raspačava se preko Interneta, no nikada nije emitirana na televiziji u bilo kojoj zemlji.

## Film
Nakon kraja osme sezone 1999., Doug Naylor je pokušavao snimiti filmsku verziju Crvenog patuljka. Scenarij je bio napisan, i glasine o filmu su počele kružiti po Internetu. Glasine o filmu je pustio Winchester Films kako bi promovirao film u inozemstvu. Detalji iz scenarija su bili uključeni kao teaser. Radnja filma odvijala se u dalekoj budućnosti, u kojoj su Homo sapienoidi, hibridi ljudi i strojeva, preuzeli Sunčev sustav i počeli istrebljivati ljudsku rasu. Brodovi koji su pokušavali pobjeći sa Zemlje bili su uništavani sve dok nije ostao samo jedan... Crveni patuljak.
Naylor je otišao u Australiju kako bi dobio ideju za lokacije i trošak snimanja. Pred-produkcija filma je počela 2004., a snimanje filma je trebalo početi 2005. godine. Međutim, pronalazak sredstava je bio problematičan. Doug je na "Red Dwarf Dimension Jump" konvenciji objasnio kako su film odbili BBC i Britanski filmski koncil ("British Film Council"). Razlog za odbijanje je bio taj što film, iako je scenarij smatran zanimljivim, nije bio ono što su trenutno tražili te je smatran "previše komercijalnim".

## Vanjske poveznice
- Crveni patuljak u internetskoj bazi filmova IMDb-a
- Službeni Red Dwarf website(engl.)
- Službeni Red Dwarf Fan club(engl.)
- "Tongue Tied" Wiki(engl.)
- Klasične scene iz serije na Youtubeu koje je postavio BBC(engl.)

Web stranice fanova
- Blue Dwarf RPG - Fanfiction stranica (engl.)
- Ganymede & Titan - Vijesti i članci o seriji (engl.)

Službene stranice glumaca
- Službena stranica Chrisa Barriea (Rimmer) (engl.)
- Službena stranica Roberta Llewellyna (Kryten) (engl.)
- Službena stranica Dannyja John-Julesa (Mačak)  Arhivirana inačica izvorne stranice od 17. kolovoza 2009. (Wayback Machine)(engl.)
- Službena stranica Normana Lovetta (Holly) (engl.)